# Jastrun właściwy

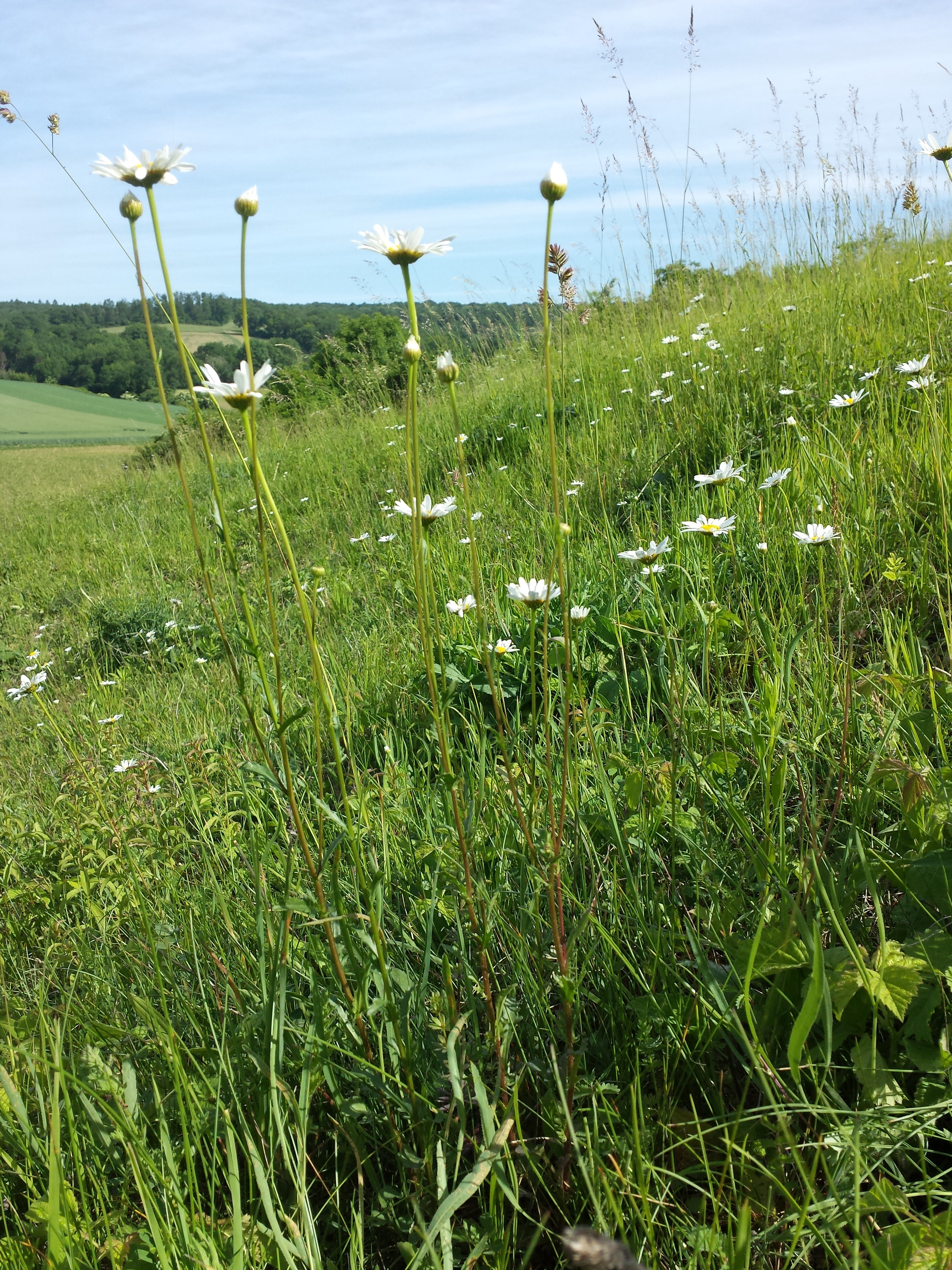
Pokrój

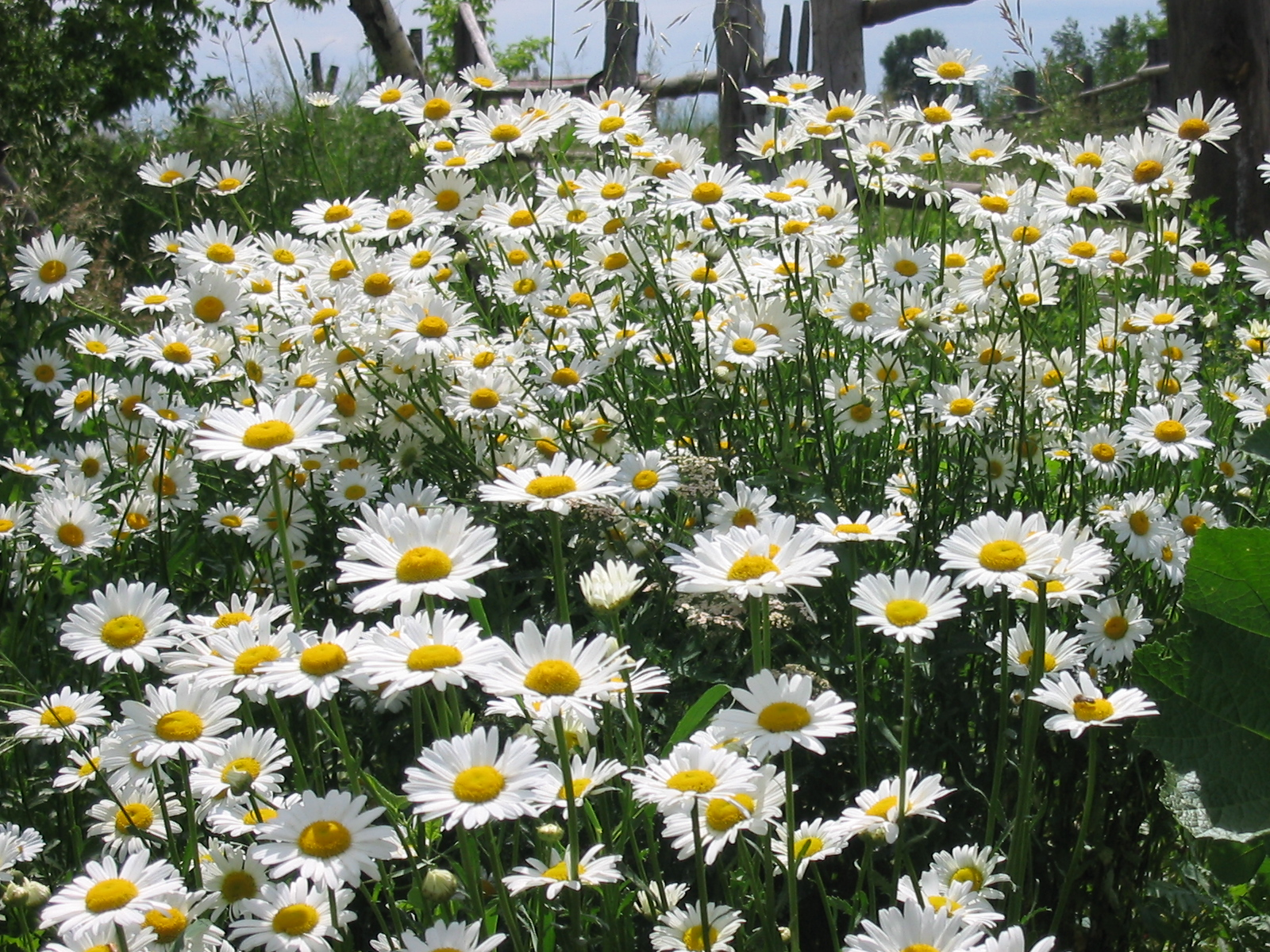
Jastrun właściwy w ogrodzie

Jastrun właściwy, złocień właściwy, jastrun wczesny (Leucanthemum vulgare Lam.) – gatunek rośliny z rodziny astrowatych. Rodzimy obszar jego występowania obejmuje Europę i dużą część Azji, poza tym rośnie introdukowany w wielu krajach na wszystkich kontynentach z wyjątkiem Antarktydy. Jest dość pospolity na terenie całej Polski, w górach sięga aż po piętro halne. 
Jest uprawiany jako roślina ozdobna (popularnie nazywana margaretką lub margerytką).

## Rozmieszczenie geograficzne
Gatunek szeroko rozprzestrzeniony w Europie. Na północy Rosji i Islandii występuje jako gatunek introdukowany. Występuje w strefie umiarkowanej Azji na wschodzie sięgając po wschodnią Syberię, a na południu po Turcję, Iran, Turkmenistan, Tadżykistan, Kazachstan i poprzez południową Syberię do obwodu amurskiego. Jako gatunek introdukowany jest szeroko rozprzestrzeniony w Ameryce Północnej, poza tym rośnie w wielu krajach Ameryki Południowej, Afryki, południowej i wschodniej Azji, a także w Australii i Nowej Zelandii. Przynajmniej na niektórych obszarach jest inwazyjny, m.in. w Ameryce Północnej.
W Polsce jest pospolity na całym obszarze.

## Morfologia
PokrójRoślina o trwałym, krótkim kłączu, z którego wyrasta różyczka zimujących liści.
ŁodygaProsto wzniesiona, rozgałęziona u nasady, często czerwonobruntano prążkowana, o wysokości 0,3 do 0,6 m, zazwyczaj naga. Ulistniona przynajmniej do ¾ swojej wysokości.
LiścieLiście odziomkowe o łopatkowatym lub okrągławym kształcie, ogonkowe, o długości do 10 cm. Wyrastające skrętolegle liście łodygowe siedzące, obejmujące łodygę silnie wciętą nasadą. Blaszka podługowata, nieregularnie ząbkowana. Środkowe liście łodygowe mają nasady zwężone, nieco uszkowate, a ząbki u nasady liści są wyraźnie dłuższe niż szerokie.
KwiatyWyrastające na szczycie łodyg kwiatostany typu koszyczek o średnicy do 4,5 cm. Listki okrywy z cienkim lub szerokim, brunatnym obrzeżeniem. W młodych koszyczkach otulają kwiatostan, później rozprostowują się odsłaniając wnętrze koszyczka. Brzeżne duże, białe kwiaty to kwiaty języczkowate, pełniące rolę powabni. Są to kwiaty żeńskie, pozbawione pręcików. Wnętrze koszyczka wypełniają ściśle upakowane, drobne, obupłciowe kwiaty rurkowate o żółtej barwie. Kwiaty te dojrzewają stopniowo, poczynając od brzegu koszyczka w kierunku środka.
OwoceJednonasienne niełupki dziesięciożeberkowe, bez rąbka kielichowego, długości ok. 2 mm.
Gatunki podobneJastrun zapoznany Leucanthemum ircutianum zwykle ma łodygi pojedyncze, nierozgałęzione u nasady i nagie. Liście łodygowe są słabo zwężone u nasady i tu z ząbkami nie dłuższymi od ich szerokości.

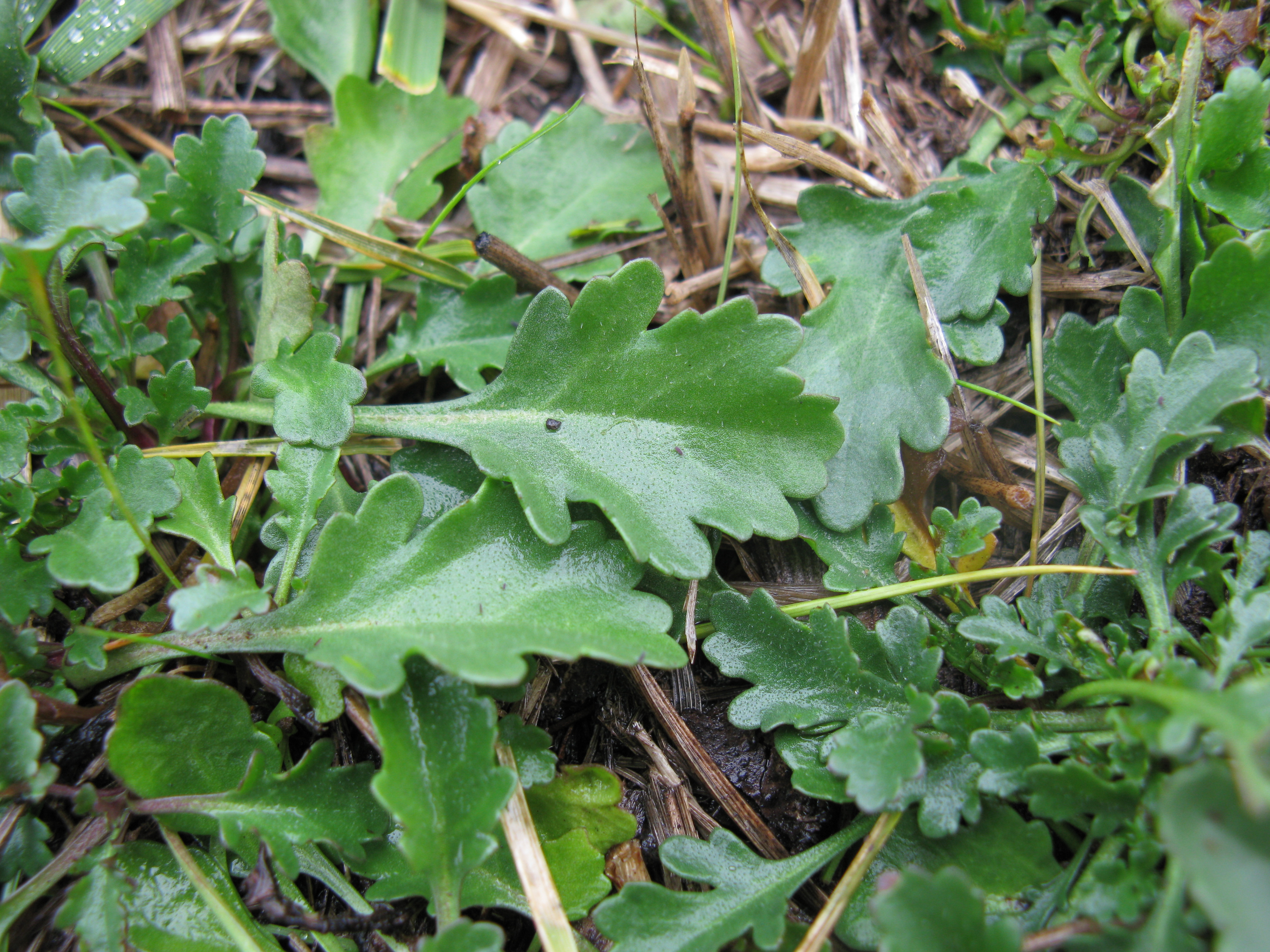
Liście odziomkowe
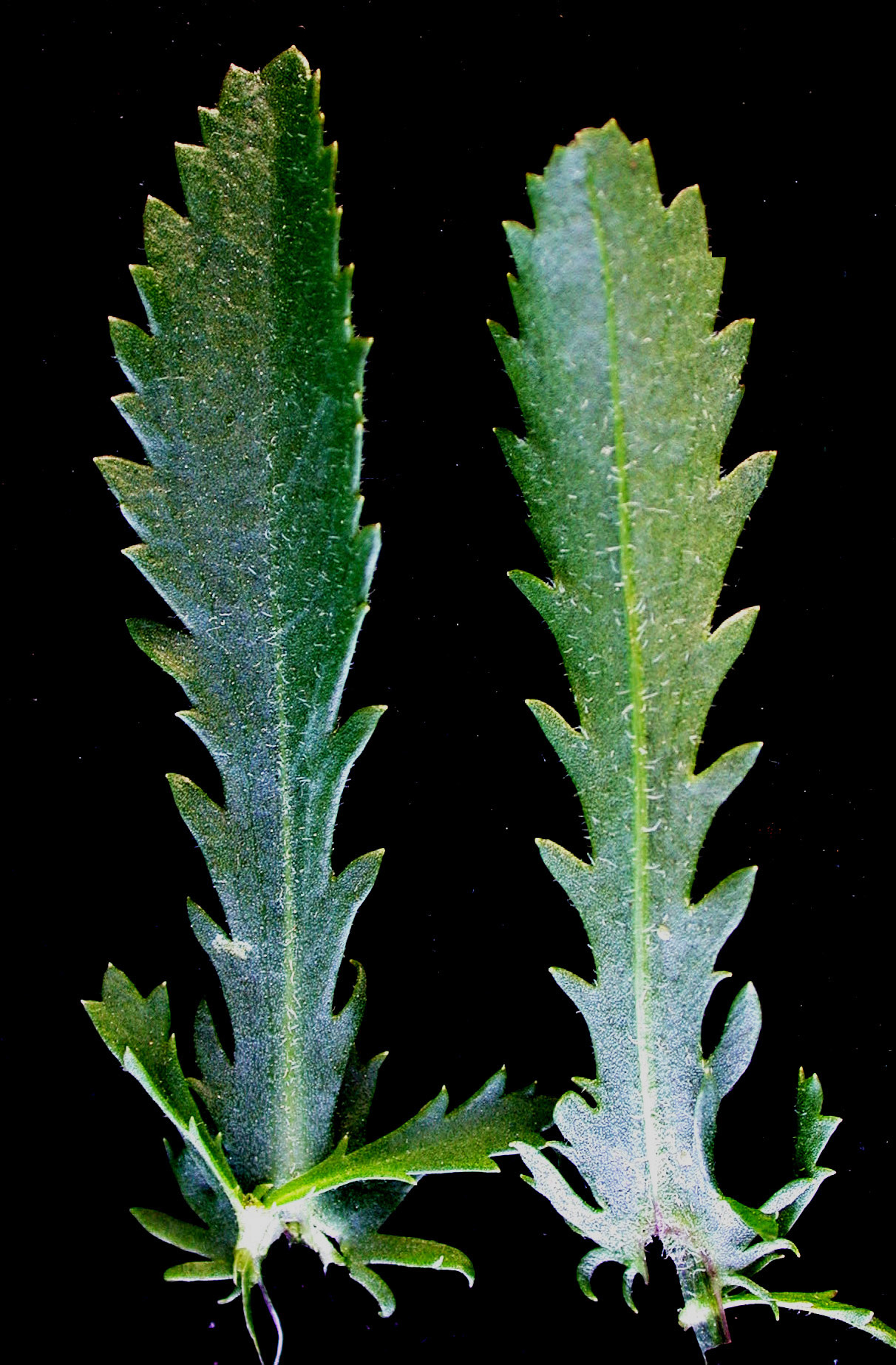
Liść łodygowy
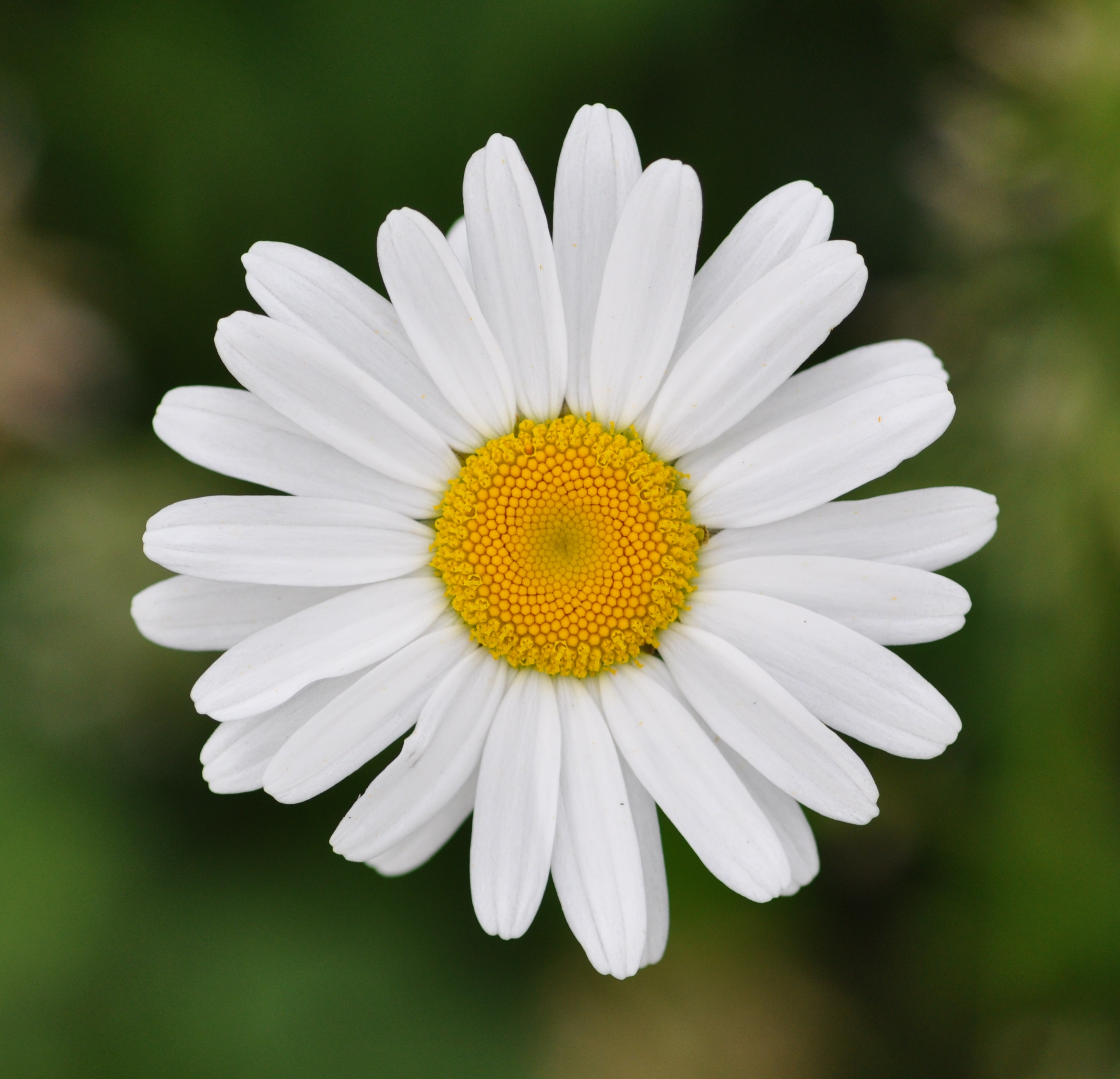
Kwiatostan
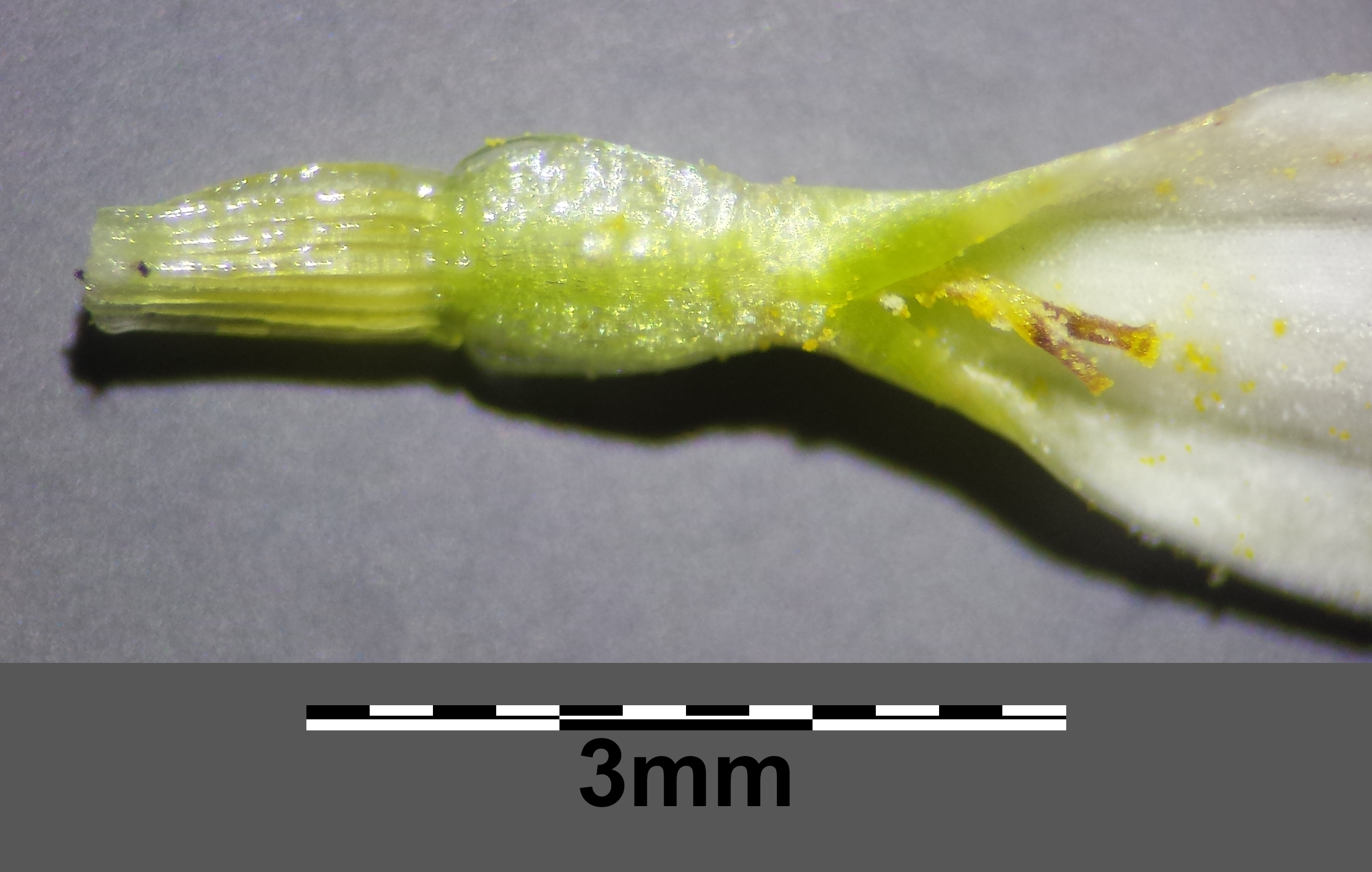
Kwiat języczkowy
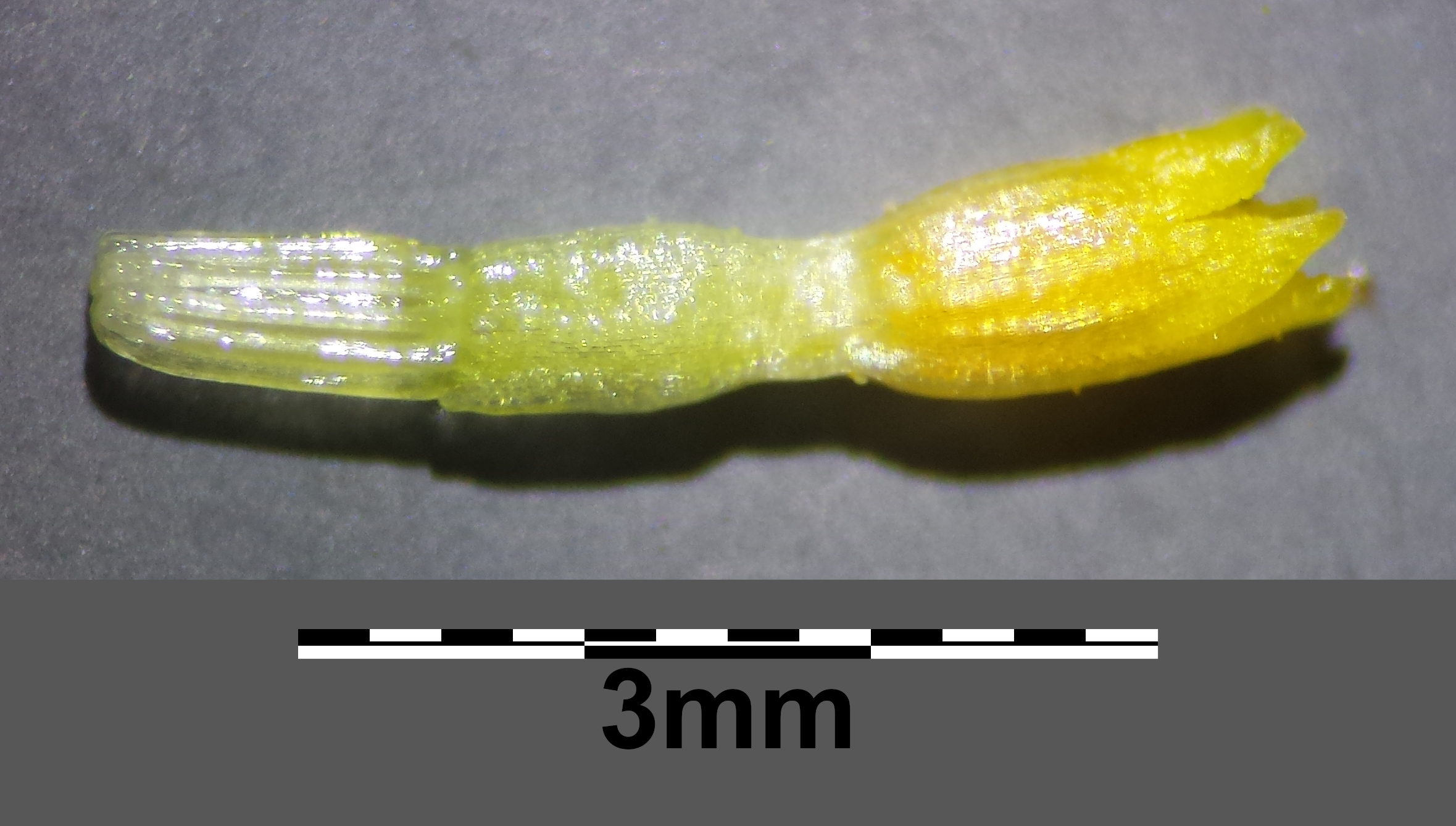
Kwiat rurkowy

## Biologia i ekologia
Bylina, hemikryptofit. Roślina kwitnie od maja do września. 
Zapylenie jest przeważnie krzyżowe, ale w końcowej fazie dojrzewania kwiatów może nastąpić ich samozapylenie, gdyż łatki znamienia słupków ślimakowato się wydłużają i mogą zebrać pyłek. W ten sposób roślina zapewnia sobie możliwość wytworzenia nasion, gdyby z jakichś powodów nie odwiedziły jej owady przenoszące pyłek. Nasiona rozsiewane są przez wiatr lub przez zwierzęta roślinożerne (endozoochoria). Jastrun rozmnaża się również wegetatywnie z fragmentów korzeni. 
Rośnie w murawach, na łąkach, brzegach lasów i wewnątrz świetlistych lasów, w widnych zaroślach, na miedzach, przydrożach i przytorzach, także w ogrodach i na polach. Roślina umiarkowanie światłolubna, preferuje gleby świeże, żyzne, o odczynie obojętnym. W klasyfikacji zbiorowisk roślinnych gatunek charakterystyczny dla O. Arrhenatheretalia.

## Zmienność
Gatunek jest bardzo zmienny pod względem owłosienia rośliny, kształtu liści, budowy łusek okrywy, wykształcenia lub redukcji rąbka kielichowego. W przeszłości był dzielony na liczne podgatunki, odmiany i formy. Współczesne bazy taksonomiczne (jak Plants of the World online) wyodrębniają szereg tych taksonów wewnątrzgatunkowych w randze osobnych gatunków. Dotyczy to m.in. występujących w Polsce takich gatunków jak: jastrun górski Leucanthemum adustum, jastrun zapoznany Leucanthemum ircutianum czy jastrun alpejski Leucanthemum gaudinii. W wykazie flory Polski z 2020 część z tych gatunków jest także wyodrębniana, natomiast ostatni ma status podgatunku (jastrun właściwy alpejski Leucanthemum vulgare subsp. alpicola).

## Zastosowanie i uprawa
Roślina ozdobna: uprawiany na kwiat cięty lub na rabatach. Jest łatwy w uprawie, nie ma specjalnych wymagań co do gleby i jest w pełni mrozoodporny. Najłatwiej rozmnażać go przez podział bryły korzeniowej późną jesienią lub wczesną wiosną. Można też rozmnażać z nasion lub przez sadzonki. Po przekwitnięciu kwiatostany ścina się, a jesienią przycina się całe rośliny tuż przy ziemi. Na wiosnę odnawiają się z podziemnych kłączy.
Roślina jadalna.